# 寛政三美人
寛政三美人（かんせいさんびじん）または当時三美人（とうじさんびじん）は、江戸時代の浮世絵師・喜多川歌麿による美人画で、彼の代表作の1つ。当時、「寛政の三美人」として人気の美女3人であった、富本豊雛、難波屋おきた、高島屋おひさを描いた優雅で華やかな美人画。高名三美人と呼ばれることもある。大判。寛政5年頃のもの。
喜多川歌麿は、1790年代の美人画を代表する浮世絵師であり、大首絵が有名である。寛政三美人のモデルとなった3人は、歌麿の肖像画の題材としてよく登場した。モデルの各人には識別のための家紋が描かれている。肖像画は理想化されており、一見して顔が似ているように思われるが、顔立ちや表情に微かな違いが見受けられる。当時の浮世絵としては異例の写実性であり、鈴木春信や鳥居清長などの過去の巨匠による型にはまった美人画とは対照的なものである。蔦屋重三郎により出版され、色ごとに分けられた多くの木版により刷られ、背景には白雲母がちりばめられ、きらめく効果が生まれた。非常に人気があったと考えられ、三者の配置は1790年代の流行となった。歌麿は、同じ美人3人の同じ配置の絵画をいくつか描いており、3人全員が歌麿や他の芸術家による多くの肖像画に登場している。

描かれた三人の美人
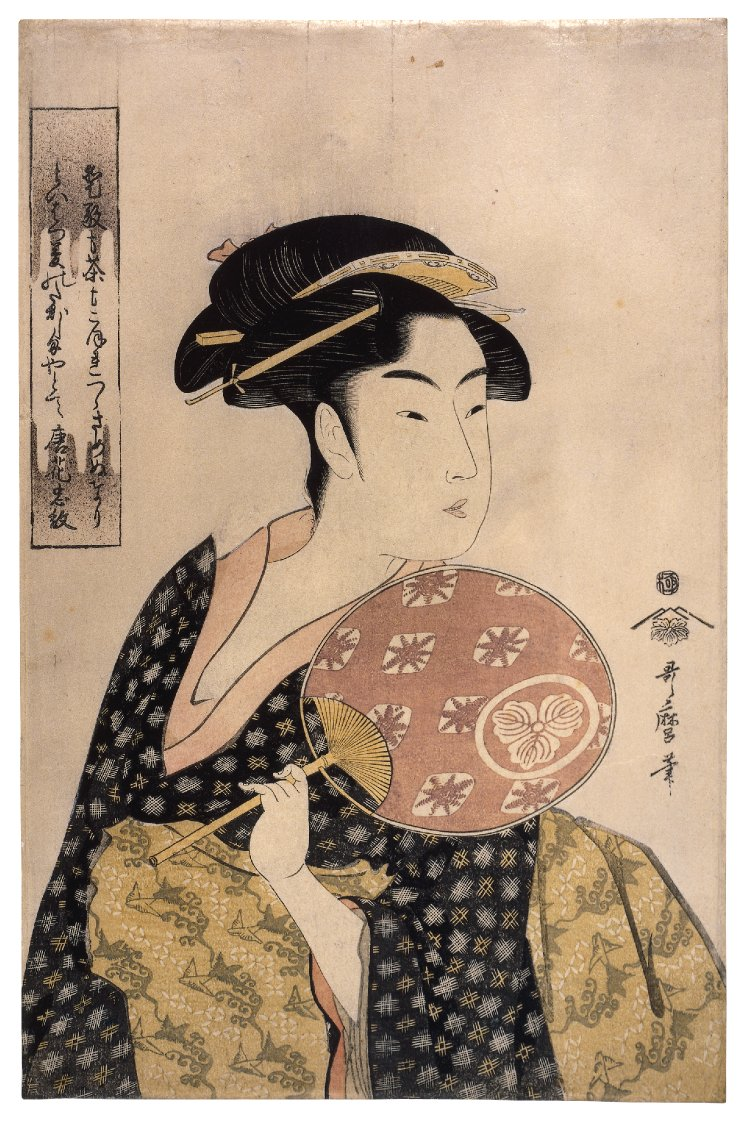
高島屋おひさ c. 1792–93
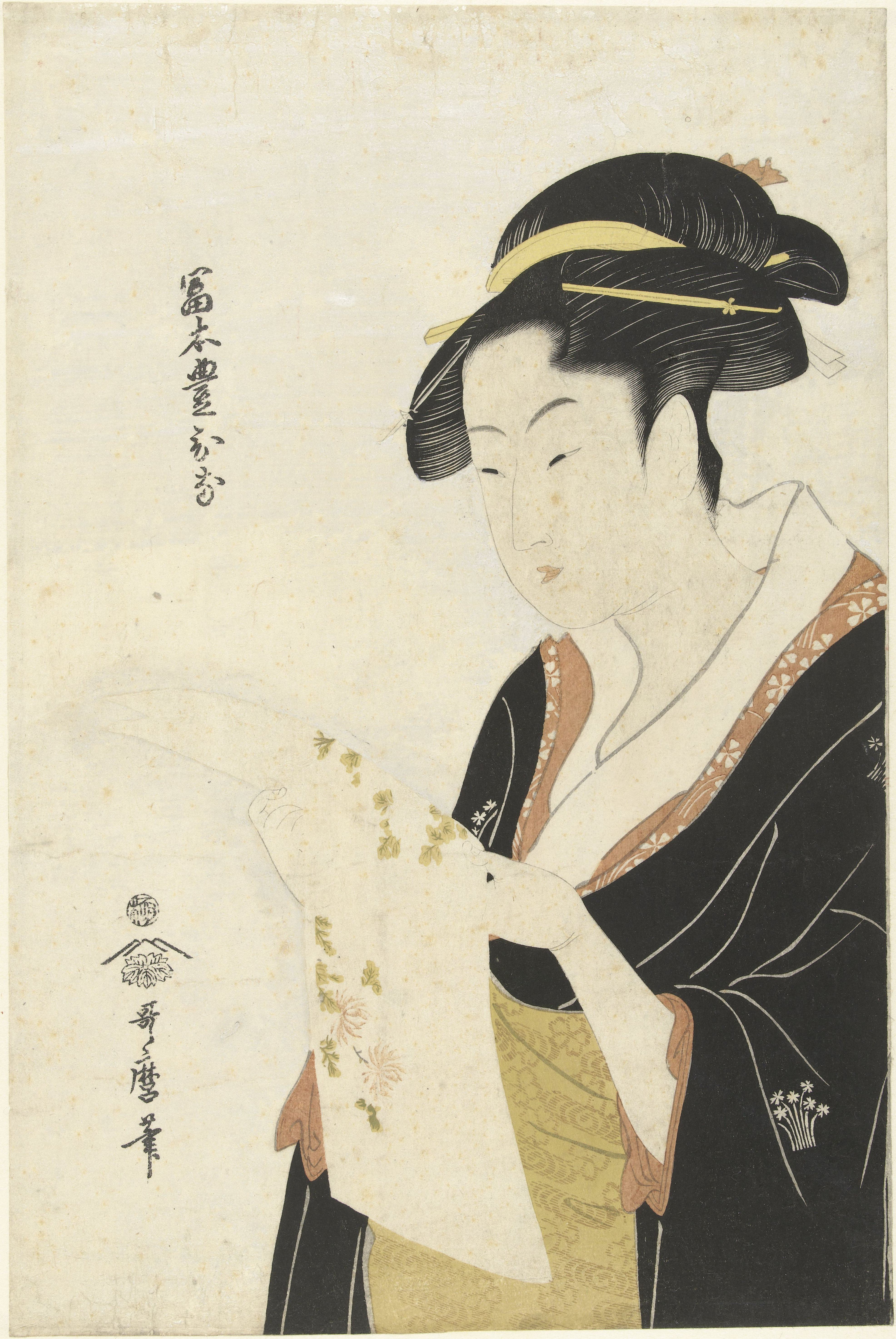
富本豊雛 c. 1792–1796
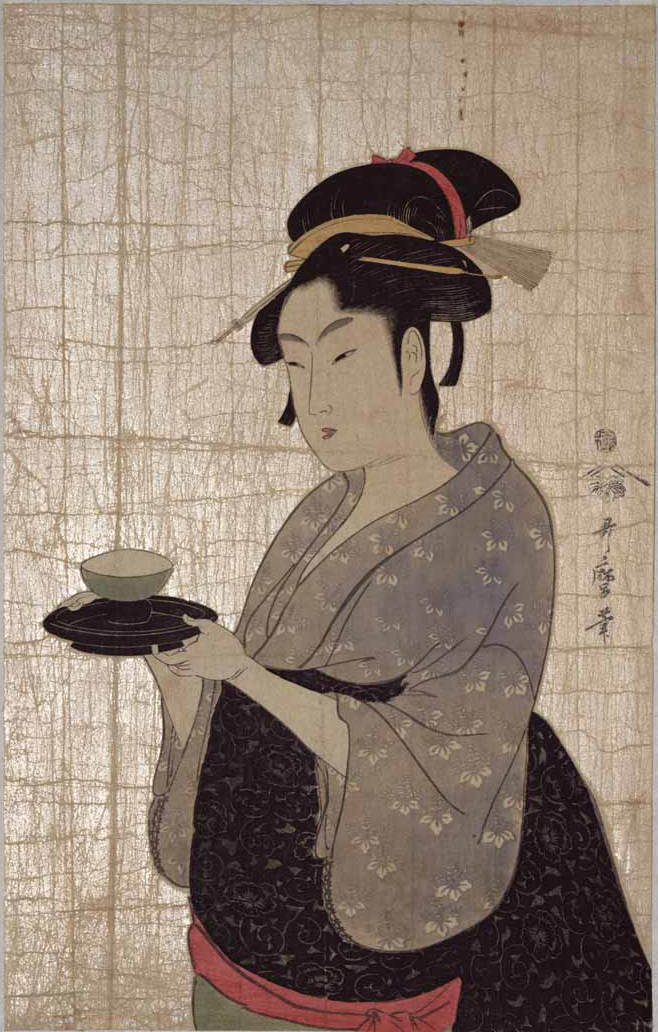
難波屋おきた c. 1793

関連作品
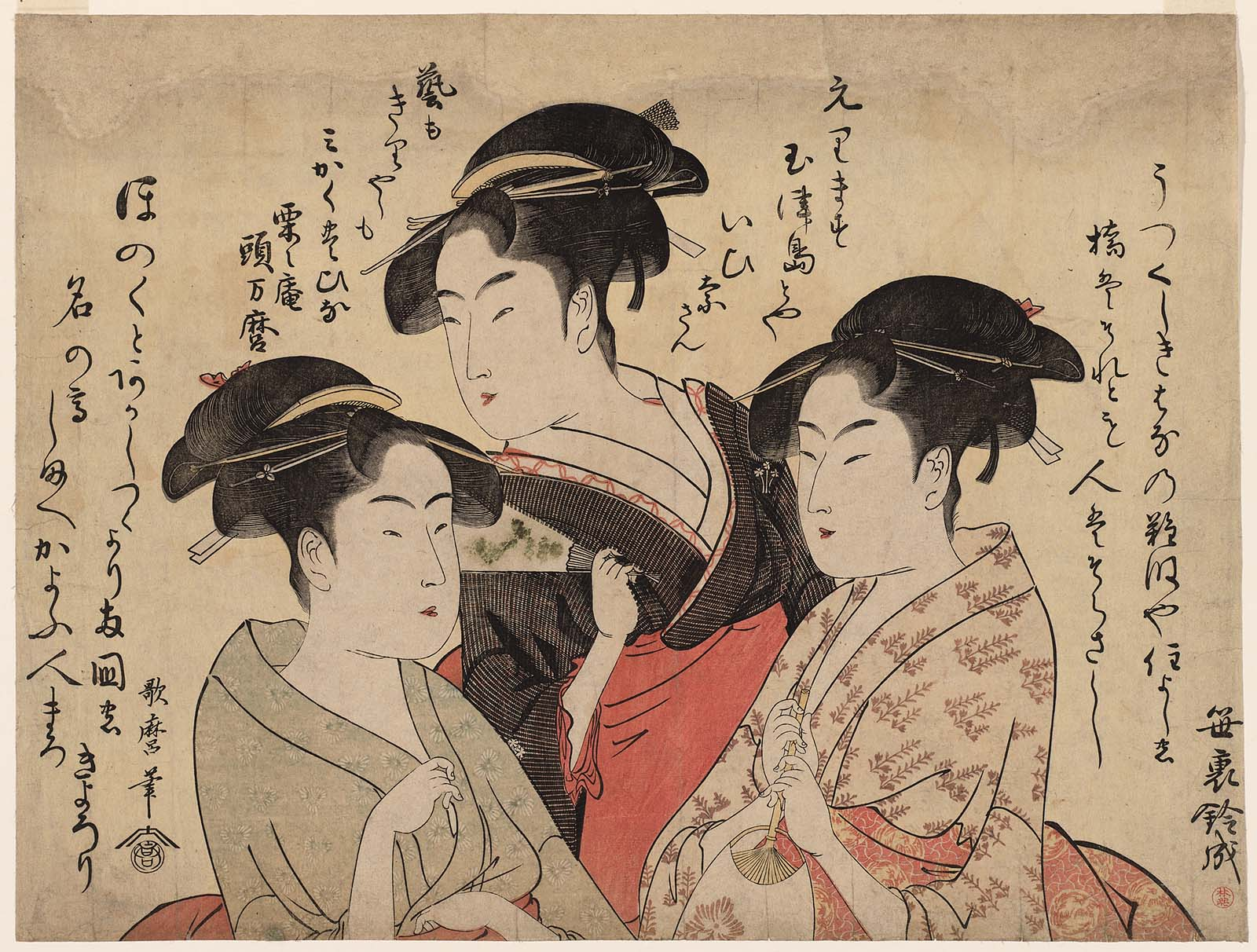
Three Beauties, c. 1792–93
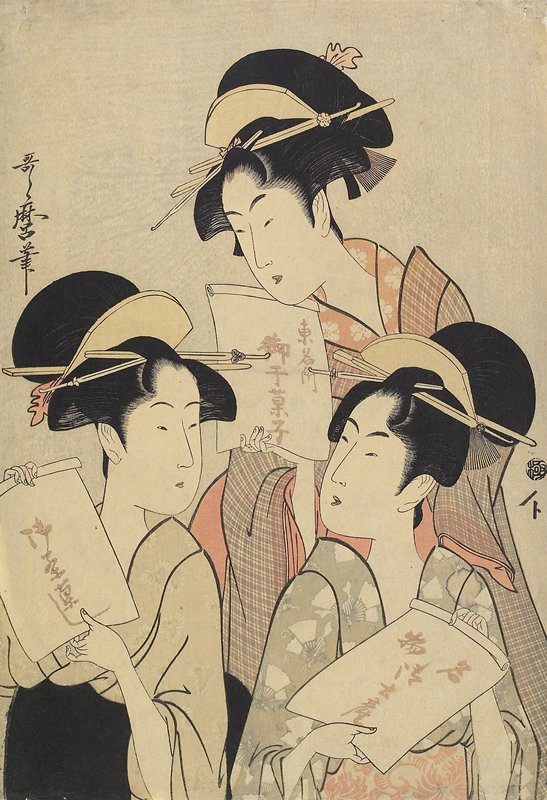
Three Beauties Holding Bags of Snacks, c. late 1790s